# Гончаренко Владислав Федорович
Владислав Федорович Гончаренко (15 січня 1962, Полтава, Українська РСР) — Герой Радянського Союзу, командир авіаційної ланки окремого штурмового авіаційного полку в складі 40-ї армії Туркестанського військового округу (Обмежений контингент радянських військ у Демократичній Республіці Афганістан), генерал-майор авіації.

## Біографія і військова кар'єра
Народився в сім'ї службовця. Закінчив 10 класів однієї з середніх шкіл Полтави.
У Радянській Армії з 1979 року. Член КПРС з 1982 року. У 1983 році з відзнакою закінчив Борисоглібське вище військове авіаційне училище льотчиків імені В. П. Чкалова. З 1983 року служив в Одеському військовому окрузі льотчиком і старшим льотчиком.
З 1985 по 1986 рік знаходився в складі обмеженого контингенту радянських військ в Афганістані. Розпочав службу старшим лейтенантом, через півроку був призначений командиром ланки, ще через два місяці — заступником командира ескадрильї. Літав на літаку-штурмовику «Су-25» з аеродрому міста Баграм, виконав 415 бойових вильотів, завдав великої шкоди противнику, неодноразово своїми вмілими діями рятував мотострілецькі та десантні підрозділи.

## Звання героя Радянського Союзу
Указом Президії Верховної Ради СРСР від 28 вересня 1987 року — «За мужність і героїзм, проявлені при наданні інтернаціональної допомоги Демократичній Республіці Афганістан старшому лейтенанту Гончаренку Владиславу Федоровичу присвоєно звання Героя Радянського Союзу з врученням ордена Леніна і медалі» Золота Зірка «(№ 11558)».

## Подальша кар'єра
Повернувшись в СРСР продовжив службу у ВПС. У 1986—1988 роках — заступник командира змішаної ескадрильї Центру з підготовки льотного складу до бойових дій ВПС Туркестанського військового округу, потім — на навчанні.
У 1991 році закінчив Військово-повітряну академію імені Ю. А. Гагаріна. З 1991 року — командир авіаційної ескадрильї в Білоруському військовому окрузі. З 1993 року — заступник командира штурмового авіаційного полку, брав участь у бойових діях в першій чеченській війні.
Генерал-майор проживає в місті Краснодарі (Росія). З 1999 року — перший заступник начальника військового авіаційного інституту.

## Нагороди
- Орден Леніна.
- Орден Червоної Зірки.
- Орден «За службу Батьківщині в Збройних Силах СРСР» 3-го ступеня.
- Орден Мужності.
- Орден «За особисту мужність».
- Орден «За військові заслуги».
- Медаль ордена «За заслуги перед Вітчизною» 2-го ступеня.
- Медаль Республіки Афганістан «Від вдячного афганського народу».
- Медаль «За зміцнення бойової співдружності».
- Медаль «За відзнаку у військовій службі».
- 6 медалей.